# Središnji muzej ratnog zrakoplovstva
Središnji muzej ratnog zrakoplovstva (rus. Центральный музей Военно-воздушных сил РФ) je muzej smješten u zračnoj luci Monino, 40 km istočno od Moskve. Jedan je od navećih zrakoplovnih muzeja na svijetu i najveći takav muzej u Rusiji. Muzej posjeduje 173 zrakoplova i 127 zrakoplovnih motora i veliku zbirku oružja, instrumenata, odora i špijunsku opremu iz doba hladnog rata. Otvoren je 1958., a do 1999. je bio zatvoren za javnost zato što sadrži povjerljive prototipove vojnih zrakoplova iz doba Sovjetskog Saveza.

## Izloženi zrakoplovi
Transportni i civilni
- Antonov An-22
- Tupoljev Tu-114
- Tupoljev Tu-144
- Beriev Be-12

Lovački
- Lavočkin La-15
- Suhoj Su-25
- Tupoljev Tu-128

Bombarderi
- Suhoj T-4 (Su-100)
- Tupoljev Tu-22M
- Myasishchev M-50
- Tupoljev Tu-22
- Tupoljev Tu-95
- Myasishchev 3M

Helikopteri
- Mil Mi-12
- Mil Mi-26
- Mil Mi-6
- Mil Mi-6B
- Mil Mi-24A
- Mil Mi-25
- Kamov Ka-25
- Mil Mi-10
- Jakovljev Jak-24

Ostali zrakoplovi
- Myasishchev M-141
- Myasishchev M-17
- MiG-105
- Bartini Beriev VVA-14

## Unutarnje poveznice
- Središnji pomorski muzej
- Središnji muzej oružanih snaga

## Vanjske poveznice
- (rus.) Službena stranica muzeja
- (en) Vodič za strane posjetitelje i virtualno razgledavanje  Arhivirana inačica izvorne stranice od 19. srpnja 2008. (Wayback Machine)